# Tlenki wodoru
Tlenki wodoru – grupa nieorganicznych związków chemicznych zbudowanych z tlenu i wodoru.
- H2O: oksydan, tlenek wodoru, woda
- H2O2: dioksydan, nadtlenek wodoru, nadtlenek diwodoru – substancja żrąca, utleniacz;
- H2O3: trioksydan, tritlenek diwodoru, trójtlenek wodoru – związek nietrwały

Tlenki wodoru
tlenek wodoru (woda)
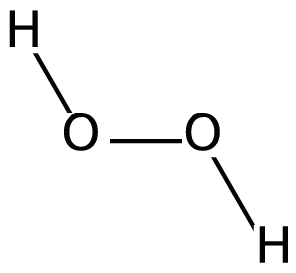
nadtlenek wodoru
tritlenek diwodoru